# Orthosoma
Orthosoma is een kevergeslacht uit de familie van de boktorren (Cerambycidae). De wetenschappelijke naam van het geslacht werd voor het eerst geldig gepubliceerd in 1832 door Audinet-Serville.

## Soorten
Orthosoma is monotypisch en omvat slechts de volgende soort:
- Orthosoma brunneum (Forster, 1771)